# Ястребковское кладбище
Ястребковское кладбище — новое крупное московское кладбище, открытое для захоронений в январе 2020 года. Одно из четырёх кладбищ Москвы, открытых для свободных захоронений.

## Описание
Своё название кладбище получило от одноимённой деревни Ястребки, рядом с которой располагается. Изначально на этом месте был маленький сельский погост площадью около 1 га, основанный в XVIII веке. В связи с нехваткой мест для новых захоронений на кладбищах Москвы, некрополю в 2018 году был присвоен статус столичного и к нему добавили новые площади. Работы по расширению и благоустройству территории велись 1,5 года. 
После ввода первой очереди в январе 2020 года его площадь составляет 8 гектаров, а количество мест для захоронения — 14 000. В ходе дальнейшего расширения площадь кладбища составит 30 гектаров, а количество мест для захоронения составит 60 000. Предполагается, что имеющихся мест для захоронения хватит на шесть лет.  
Некрополь расположен на западе Московской области в Одинцовском городском округе, в 55 км от Москвы. Находится в хозяйственном ведении ГБУ г. Москвы «Ритуал». 
Это самое новое московское кладбище и первое, введённое в эксплуатацию с 2012 года. 
ГБУ «Ритуал» погост характеризуется, как «современное кладбище, планировка которого осуществлялась с первичной ориентировкой на обеспечение максимально удобного для людей формата организации прощания на месте захоронения и последующего посещения». 
В отличие от других московских кладбищ, некрополь оборудован сетью дорожек с твёрдым покрытием между захоронениями, а установка металлических оград возле могил запрещена.
Является одним из четырёх кладбищ Москвы (Алабушевское, Хованское (Центральное), Захарьинское), открытых для свободного захоронения.